# Tadeusz Dzierzgowski
Tadeusz Franciszek Dzierzgowski (ur. 17 września 1900 w Warszawie, zm. 31 grudnia 1940 w Charkowie) – major obserwator Wojska Polskiego, kawaler Orderu Virtuti Militari, ofiara zbrodni katyńskiej.

## Życiorys
Urodził się w rodzinie Ignacego i Heleny z Niklasów. W Poznaniu w 1919 ukończył kurs w Oficerskiej Szkole Obserwatorów Lotniczych oraz w Warszawie Francuską Szkołę Pilotów. Będąc obserwatorem podczas wojny polsko–bolszewickiej służył w 12 eskadrze wywiadowczej i 13 eskadrze myśliwskiej . Szczególnie odznaczył się wykonując długodystansowe loty wywiadowcze, które sięgały w głąb terytorium przeciwnika oraz podczas licznych lotów bojowych bombardując w lipcu i sierpniu 1919 dworzec kolejowy w Mińsku i Bobrujsku. Uczestniczył we wszystkich działaniach eskadry na froncie białoruskim .
10 maja 1920 podchorąży obserwator Tadeusz Dzierzgowski razem z kapitanem pilotem Władysławem Jurgensonem wystartował celem zbombardowania bolszewickich pozycji. Załoga zauważyła podczas lotu bolszewickie myśliwce (Nieuporty), które podchodziły do ataku na polską eskadrę. Załoga Dzierzgowski - Jurgenson lecąca obciążonym dwumiejscowym LVG C.VI, który był samolotem wywiadowczym i nie był przystosowany do walki powietrznej, zaatakowała bolszewickie samoloty. Wykonując atak odciągnęła bolszewików od pozostałych członków swojej eskadry i ocaliła tym samym pozostałych polskich lotników . Polski LVG podczas stoczonej walki powietrznej został poważnie uszkodzony pociskami sowieckiego lotnika Grigorija S. Sapożnikowa. Kapitan Jurgenson został zmuszony do awaryjnego lądowania na terytorium przeciwnika w okolicach Żłobina. Pilot oraz ciężko ranny obserwator dostali się do sowieckiej niewoli. Po zawarciu rozejmu z Sowietami Tadeusz Dzierzgowski odzyskał wolność, a Władysława Jurgensona uznano dezerterem z armii carskiej i po kilku dniach śledztwa oraz tortur został rozstrzelany . 
Po zakończonych działaniach wojennych Dzierzgowski wyszedł na wolność. Powrócił do kraju i w 1921 pełnił służbę w 3 pułku lotniczym w Poznaniu, a następnie 1 czerwca 1921 został awansowany na stopień podporucznika z równoczesnym wcieleniem z dniem 1 grudnia do 1 pułku lotniczego w Warszawie. Rozkazem Ministra Spraw Wojskowych L. 3351 z 1922 otrzymał tytuł i odznakę obserwatora za czas służby w Wojskach Lotniczych. 1 października 1924 już jako porucznik przydzielono go do Szkoły Pilotów. W 1926 został przeniesiony do kadry oficerów lotnictwa ze starszeństwem z dniem 1 grudnia 1923. Od 1927 był pracownikiem Centrum Wyszkolenia Lotnictwa nr 2, a od 1929 jako adiutant. W 1932 awansowany do stopnia kapitana ze starszeństwem z dniem 1 stycznia 1932. Po utworzeniu Szkoły Podoficerów Lotnictwa dla Małoletnich w Bydgoszczy (od 1938 w Krośnie) został zastępcą dowódcy 2 eskadry szkolnej, a następnie 3 eskadry szkolnej. W późniejszym czasie otrzymał stanowisko zastępcy komendanta. W 1935 został przesunięty na stanowisko dyrektora nauk. Na stopień majora został mianowany ze starszeństwem z 19 marca 1938 i 13. lokatą w korpusie oficerów lotnictwa, grupa liniowa. W marcu 1939 był dowódcą II dywizjonu szkolnego. 
We wrześniu 1939 w czasie ewakuacji szkoły w rejonie Łucka dostał się do niewoli sowieckiej. Przebywał w obozie w Starobielsku. Wiosną 1940 został zamordowany przez funkcjonariuszy NKWD w Charkowie i pogrzebany potajemnie w bezimiennej mogile zbiorowej w Piatichatkach, gdzie od 17 czerwca 2000 mieści się oficjalnie Cmentarz Ofiar Totalitaryzmu w Charkowie. Figuruje na Liście Starobielskiej NKWD, pod poz. 952.

## Upamiętnienie
5 października 2007 minister obrony narodowej Aleksander Szczygło mianował go pośmiertnie na stopień podpułkownika. Awans został ogłoszony 9 listopada 2007 w Warszawie, w trakcie uroczystości „Katyń Pamiętamy – Uczcijmy Pamięć Bohaterów”.

## Ordery i odznaczenia
- Krzyż Srebrny Orderu Wojskowego Virtuti Militari nr 8094[22]
- Srebrny Krzyż Zasługi (19 marca 1935)[23][12]
- Polowa Odznaka Obserwatora nr 56 (11 listopada 1928)[24]
- Krzyż Kawalerski Orderu Korony Rumunii (Rumunia)[25]
- rumuńska Odznaka Obserwatora (1929)[26]